# 大王埼灯台
大王埼灯台（だいおうさきとうだい）は、三重県志摩市大王町波切54-1にある灯台。志摩半島の大王崎の突端に建つ中型灯台である。「日本の灯台50選」に選定されている。リアス式海岸が見られる周辺は伊勢志摩国立公園に指定されている。

## 歴史
大王崎周辺の海域は、昔から船頭らに「伊勢の神崎、国崎の鎧、波切大王なけりゃよい」と唄われていた海の難所だった。1913年（大正2年）には、サンマ漁船が遭難して死者51名を出し、1918年（大正7年）には、3千トンの巡洋艦「音羽」が大王岩に激突座礁した。これらのことから灯台の建設が求められていた。
- 1927年（昭和2年）10月5日 - 初点灯。
- 1954年（昭和29年） - 無線方位信号所が併設される。
- 1978年（昭和53年）12月 - 改修工事が行われる。
- 2004年（平成16年）4月1日 - 無人化される。
- 2005年（平成17年）11月 - 第4等二面閃光フレネルレンズからLU-M型灯器に変更される。
- 2013年（平成25年）3月29日 - 国の登録有形文化財に登録される[1]。
- 2016年（平成28年）9月30日 - 船舶気象通報業務・ディファレンシャルGPS局の気象テキストメッセージ配信を廃止[2]
- 2019年（平成31年）3月 - ディファレンシャルGPS局を廃止[3]。

## 施設

### 建物
灯台は高さ23mで、建物の建築面積は58m2、塀は延長105m、鉄筋コンクリート造である。「大王埼灯台・門柱及び塀」として国の登録有形文化財に登録されている。

### 付属施設
- 無線方位信号所＜レーマークビーコン、中波標識局＞
- ディファレンシャルGPS局（廃止）
- 船舶気象通報（廃止）

## 一般公開
一般公開（有料中学生以上300円、小学生以下無料）されている参観灯台であり、上まで登ることができる。2013年（平成25年）の観光入込客数は53,244人であった。

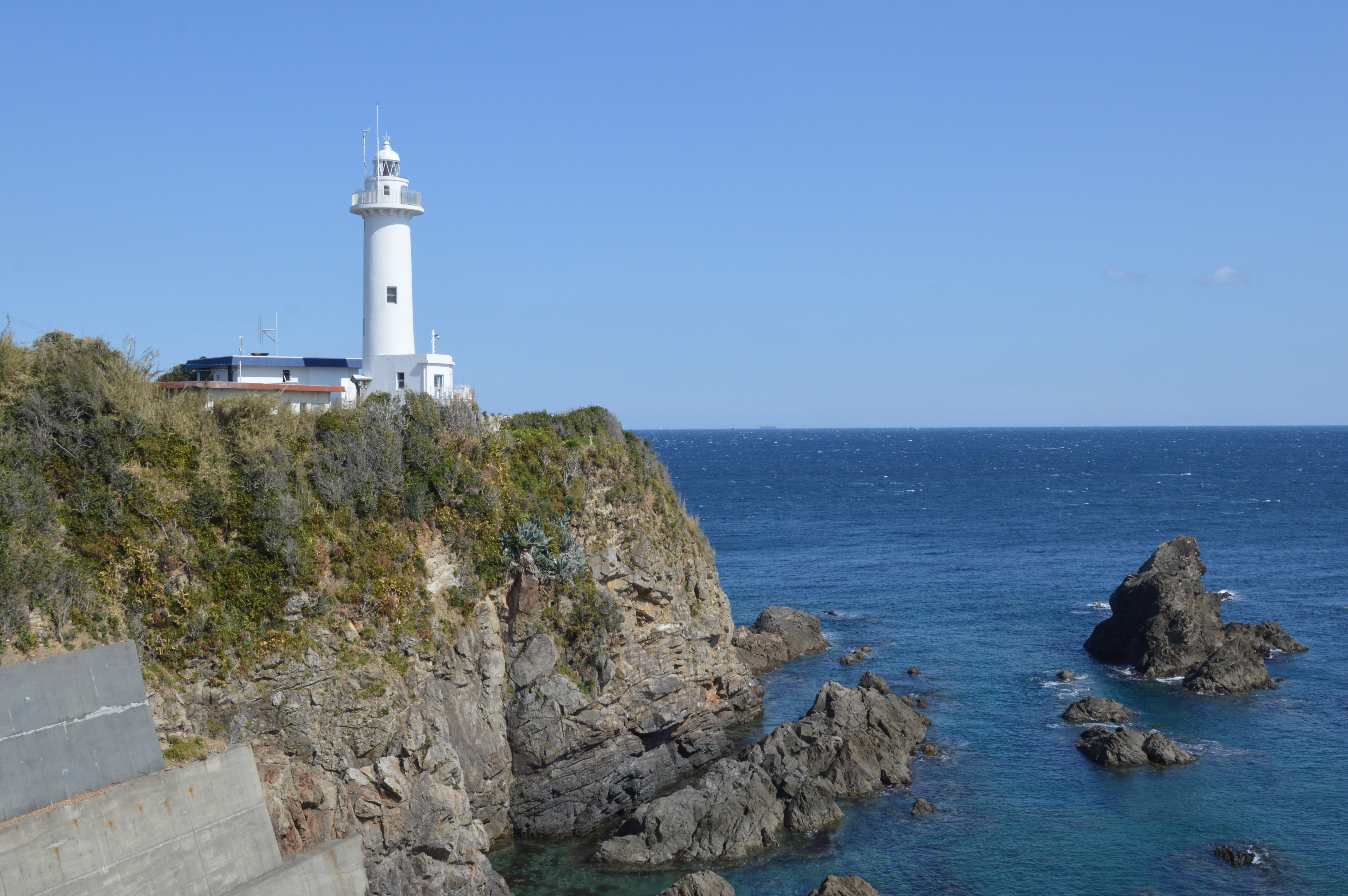
太平洋と大王埼と大王埼灯台
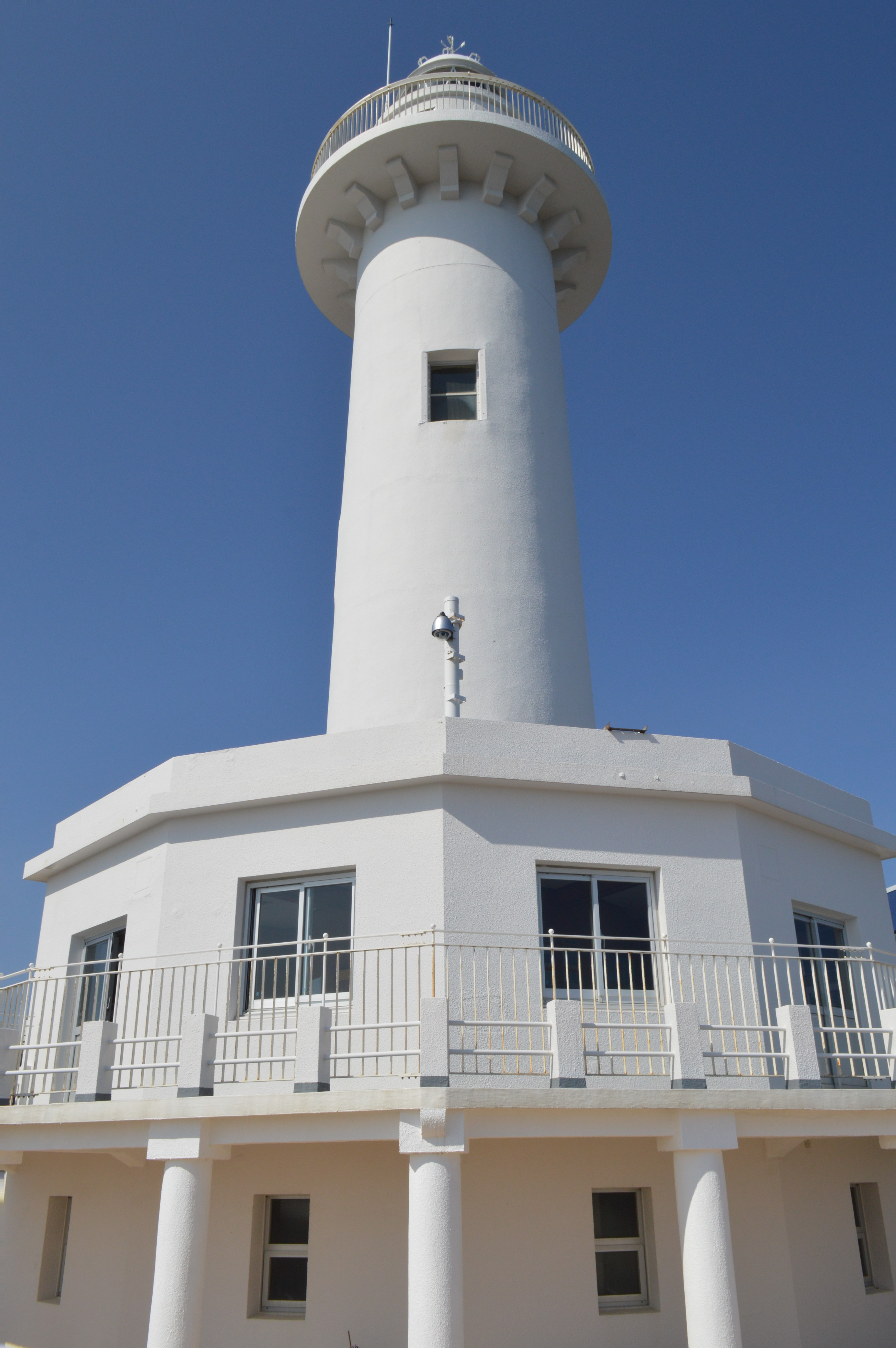
直下から見た大王埼灯台

## 映画のロケ地
- 映画『君の名は』 - 大庭秀雄監督、松竹、1953年[6]
- 映画『浮草』 - 小津安二郎監督、大映、1959年[6]
- 映画『学校の怪談4』 - 平山秀幸監督、1999年[6][7]
- 映画『小さき勇者たち〜ガメラ〜』 - 田﨑竜太監督、2006年[6]